# San Jaime de Enveija
San Jaime de Enveija[cita requerida] o Sant Jaume d'Enveja (nombre oficial Sant Jaume d'Enveja, hasta los años 1980 San Jaime de Enveija), en catalán Sant Jaume d'Enveja, es un municipio de Cataluña, España. Pertenece a la comarca del Montsiá, en la provincia de Tarragona. Está situado en el centro del parque natural del Delta del Ebro. Según datos de 2012 su población es de 3549 personas, distribuida en los núcleos de población de San Jaime de Enveija, Balada y els Muntells, además de un 5.6 % de población diseminada.

## Geografía

### Toponimia
El topónimo proviene de la antigua partida de Enveja (no confundir con su traducción del catalán envidia), derivado del árabe Ibn Baja, un nombre propio de persona (hijo de Baja).

### El término municipal
San Jaime de Enveija, de 60,78 km² de extensión, es relativamente moderno, dado que los núcleos urbanos fueron pueblos de colonización. El municipio fue creado el 23 de junio de 1978, por la segregación de la antigua pedanía de Enveija del municipio de Tortosa, al cual había pertenecido tradicionalmente. Hasta el año 1990 perteneció a la comarca tarraconense del Bajo Ebro, si bien ahora es de la comarca del Montsiá. El término municipal se encuentra en el extremo este del delta, en el lado derecho del hemidelta del Ebro. El río Ebro es también el límite norte del término municipal, que va desde la isla fluvial de Gracia (de Deltebre) hasta su desembocadura siguiendo la gola o desembocadura del Tramontana y la isla fluvial de Buda, siendo su extremo el cabo de Tortosa. El sector de levante confronta con el mar, y una larga costa arenosa del sector extremo y meridional del delta, en los que se hallan lagunas o estanques y humedales, y con las playas de Mediodía y del Serrallo.
El pueblo se configura sobre un territorio que se drena y sanea, porque hasta entonces eran terrenos de humedales del Delta del Ebro, por su aprovechamiento como zona de  hortícola y arrocera.

### Geografía económica
La agricultura intensiva es el principal motor del municipio, siendo en segundo lugar el turismo que con el atractivo y singularidad del delta, permite ser un incipiente foco de atracción, gracias sobre todo al parque natural del Delta del Ebro, y particularmente de la biodiversidad de su fauna y su flora. Este turismo de calidad es complementa con la hostelería y la restauración, dado también el atractivo único de la cocina de dicha comarca catalana. Anteriormente, y como origen de la población, fue relevante la explotación de los salinas de la zona, hasta mediados de siglo XIX.

### El canal
El Canal de la Derecha del Ebro sigue paralelamente el río, serpenteando como este y a muy poca distancia, dentro del término y el límite sur, occidental y suroccidental, con el término de Amposta; enseguida sigue la acequia por encima de una carretera local que corresponde en parte a la antigua carretera de San Carlos de la Rápita en las Salinas, alejándose de ésta en diagonal hasta cruzar una cadena de colinas.

## Historia

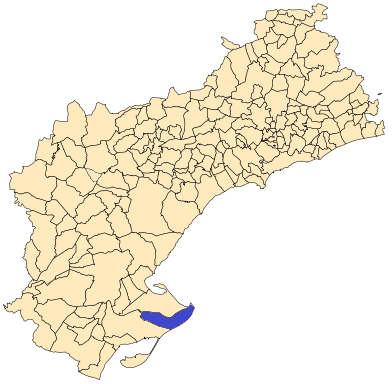
Situación de San Jaime de Enveija en la Provincia de Tarragona

La población se formó hacia el año 1800 gracias a la explotación de las salinas de la zona. En 1817 contaba ya con parroquia propia. Dependió del ayuntamiento de Tortosa hasta 1978.
Dentro del actual término municipal se encontraba el antiguo puerto de Tortosa, conocido como Port Fangós que quedó inutilizado a mediados del siglo XIV debido a los depósitos de arena.

## Cultura
La iglesia parroquial está dedicada a San Jaime: es un pequeño edificio construido en 1900. La reforma llevada a cabo en la primavera de 2000 se hizo coincidir con la conmemoración del centenario de su construcción, en estilo neo-románico. Tiene un campanario de espadaña con un hermoso carillón.
En la desembocadura del Ebro se encuentra la isla de Buda, un pequeño islote casi circular de aproximadamente 1 200 hectáreas de extensión, unos doce metros de altura en su punto máximo (Faro del Oso) y con una minúscula laguna (estacional) de agua salada en su interior: es rica en pesca, patos y otras aves. Presenta un variado ecosistema de aves marinas. En 1862 se construyó en la isla un faro que se derrumbó en 1961.
San Jaime de Enveija celebra su fiesta mayor el 25 de julio, festividad de San Jaime: la tradición manda comer churros con azúcar en esta fiesta.

## Geografía humana

### Demografía
Cuenta con una población de 3667 habitantes (INE 2024).
| Gráfica de evolución demográfica de San Jaime de Enveija entre 1981 y 2021 |
| |
| Población de derecho según los censos de población del INE Población de hecho según los censos de población del INEEn este censo se denominaba San Jaime de Enveija: 1981 Entre el censo de 1981 y el anterior, aparece este municipio porque se segrega del municipio 43155 (Tortosa) |

### Economía
La principal actividad económica es la agricultura, dedicada casi de forma exclusiva al cultivo del arroz. Destaca también la avicultura, así como algunas granjas de ganado ovino y porcino.